# Senegalska košarkaška reprezentacija
Senegalska košarkaška reprezentacija predstavlja državu Senegal u međunarodnoj muškoj košarci.
Na svjetskom prvenstvu u Španjolskoj 1. rujna 2014. u trećem kolu natjecanja po skupinama iznenađujuće su pobijedili Hrvatsku 77:75.

## Nastupi na velikim natjecanjima

### Olimpijske igre
- 1968.: 15. mjesto
- 1972.: 15. mjesto
- 1980.: 11. mjesto

### Svjetska prvenstva
- 1978.: 14. mjesto
- 1998.: 15. mjesto
- 2006.: 22. mjesto
- 2014.: 16. mjesto

### Afrička prvenstva
- 1964.: 5. mjesto
- 1965.: 4. mjesto
- 1968.:  zlato
- 1970.:  srebro
- 1972.:  zlato
- 1974.:  srebro
- 1975.:  srebro
- 1978.:  zlato
- 1980.:  zlato
- 1981.: 5. mjesto
- 1983.:  bronca
- 1985.: 4. mjesto
- 1987.: 6. mjesto
- 1989.:  bronca
- 1992.:  srebro
- 1993.:  bronca
- 1995.:  srebro
- 1997.:  zlato
- 1999.: 7. mjesto
- 2001.: 7. mjesto
- 2003.: 4. mjesto
- 2005.:  srebro
- 2007.: 9. mjesto
- 2009.: 7. mjesto
- 2011.: 5. mjesto
- 2013.:  bronca

## Postava na SP-u 2006.
Trener Moustapha Gaye je poveo iduću momčad na SP u Japan:
| #  | Položaj | Ime i prezime     | Nadnevak rođenja | Klub                     |
| -- | ------- | ----------------- | ---------------- | ------------------------ |
| 4  | centar  | Makthar N'Diaye   | 1972.            | Levallois                |
| 5  | branič  | El Kabir Pene     | 1984.            | Clermont-Ferrand         |
| 6  | branič  | Pape Ibrahim Faye | 1980.            | Al Rayyan                |
| 7  | branič  | Babacar Cissé     | 1976.            | Le Havre                 |
| 8  | krilo   | Sitapha Savané    | 1978.            | Gran Canaria Grupo Dunas |
| 9  | krilo   | Maleye N'Doye     | 1980.            | Dijon                    |
| 10 | branič  | Mamadou Diouf     | 1983.            | Sendai 89ers             |
| 11 | krilo   | Souleymane Aw     | 1981.            | ASCC BOPP                |
| 12 | krilo   | Moustapha Niang   | 1977.            | Chorale Roanne           |
| 13 | centar  | Mamadou N'Diaye   | 1975.            | PAOK                     |
| 14 | centar  | Ndongo N'Diaye    | 1977.            | Primeiro de Agosto       |
| 15 | krilo   | Malick Badiane    | 1984.            | Deutsche Bank Skyliners  |
| -  | trener  | Moustapha Gaye    | ...              |                          |